# Jeronim Šetka
Jeronim Šetka (Desne kraj Metkovića, 6. listopada 1909. – Omiš, 22. srpnja 1990.) bio je hrvatski leksikograf i franjevac.

## Životopis
Filozofsko-teološki studij polazio je u Sinju i Makarskoj od 1927. do 1933. godine. Godine 1932. zaređen je za svećenika. Studirao je slavistiku na Filozofskom fakultetu u Zagrebu (1934. – 1937.) i u Krakovu (1937. – 1938.). Na Filozofskom fakultetu u Zagrebu doktorirao je 1940. godine. Uz kraće prekide, od 1938. godine bio je profesor Franjevačke klasične gimnazije u Sinju. Od 1969. do 1971. bio je vicepostulator u kauzi bl. Nikole Tavelića. Napisao je više molitvenika i liturgijskih priručnika.
Najpoznatije mu je djelo „Hrvatska kršćanska terminologija” (1940. – 1965.), u tri sveska, u kojem je obradio hrvatske kršćanske termine grčkoga, latinskoga i slavenskoga podrijetla.

### Mrežna sjedišta
- Šetka, Jeronim. Hrvatska enciklopedija, mrežno izdanje. Pristupljeno 9. studenoga 2024.